# Maghadena betsileo
Maghadena betsileo là một loài bướm đêm trong họ Noctuidae.